# Большезінгереєво
Большезінгере́єво (рос. Большезингереево, башк. Оло Зиңгәрәй) — село у складі Єрмекеєвського району Башкортостану, Росія. Входить до складу Нижньоулу-Єлгинської сільської ради.
Населення — 188 осіб (2010; 197 в 2002).
Національний склад:
- чуваші — 85 %